# Кантоніст

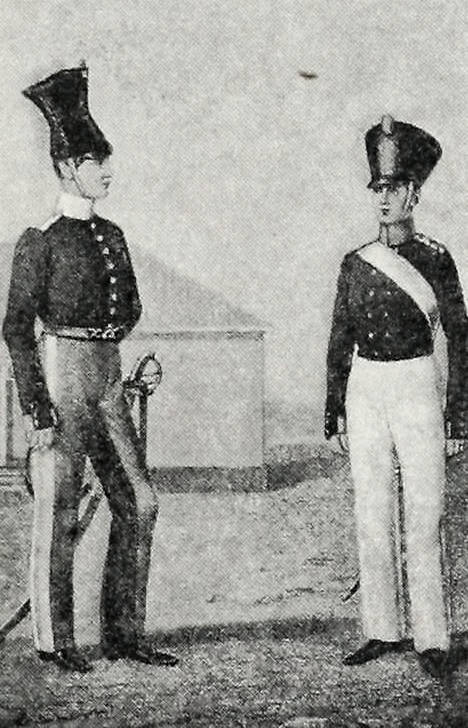
Кантоніст

Кантоністи — у Російській імперії  (1805—1856) малолітні і неповнолітні сини нижніх військових чинів, які утворили особливий стан осіб, що належать з дня народження до військового відомства і в силу свого походження зобов'язані військовою службою. Назва кантоністи відносилася і до єврейських дітей-рекрутів з 1827 року.
У Пруссії XVIII століття кантони це особливі полкові округи, а кантоністи — це рекрути, які надходили на службу з цих кантонів, що існували для укомплектування кожного полку.

## Історія

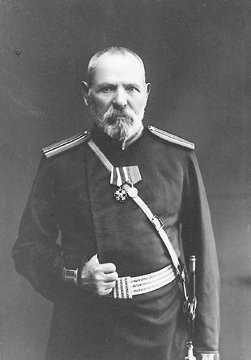
Герцель Цам, колишній кантоніст, єврей, який дослужився до капітанського чину

Кантоністи як такі з’явилися у Російській імперії у 1805 році. Кантоністами називалися малолітні і неповнолітні сини нижніх військових чинів, які утворили особливий стан осіб, що належали з дня народження до військового відомства і в силу свого походження були зобов'язані військовою службою. 
Початок кантоністам поклав російський імператор Петро I, який у 1721 році створив гарнізонні школи на 50 осіб при кожному полку. У гарнізонних школах солдатські діти навчалися грамоти й ремесел. Подальший розвиток ці школи отримали у 1732 році, кількість учнів досягнула 4000 осіб. До гарнізонних шкіл потрапляли діти від 7 до 15 років. Усі вони спочатку навчалися грамоти, а пізніше найкмітливіші з них починали вивчати артилерію та фортифікацію, чи спів та музику, діловодство чи слюсарну справу. Менш кмітливі учні вивчали столярство, ковальство, шевство та інші ремесла. Після досягнення 15 років, найкмітливіші з учнів залишалися при школах ще на 3 роки, для удосконалення своєї майстерності, інші ж колишні учні призначалися на службу у війська.
У 1758 році вийшов наказ, яким усі солдатські діти були приписані до військового відомства і розподілені по гарнізонних школах.
У 1798 році одночасно з започаткуванням у Санкт-Петербурзі військово-сиротинського дому, усі гарнізонні школи імперії було перейменовано на військово-сиротинські дома відділки у 16 400 осіб.
У 1805 році військово-сиротинські відділки було реорганізовано, а усі учні отримали назву кантоністів.
У 1824 році військово-сиротинські відділки перейшли до найближчого завідування головного керівника військових поселень, графа Аракчеєва. У 1826 відділки були перетворені у роти та батальйони військових кантоністів. За часів імператора Миколи І кількість цих підрозділів та їхніх вихованців постійно збільшувалася. Крім власне рот і батальйонів кантоністів, де вивчали грамоту, ремесла та стройову підготовку, з’являються також спеціальні школи кантоністів (артилерійські, аудиторські, інженерні, військово-медичні, топографічні та інші). В цей період кількість кантоністів у імперії налічувала вже 36 000 вихованців. Роти, батальйони та школи надавали освіту лише 1/10 усіх кантоністів, оскільки до них уже зараховували не тільки дітей солдатів, які народилися за часів служби батька, а також дітей, які народилися після виходу батька у відставку, дітей-бастардів, які народилися у солдатських дружин та вдів і навіть підкидьків у родинах нижчих чинів. Інститут кантоністів був у тісному зв'язку з кріпацтвом, за часів якого нижчі верстви суспільства належали чи поміщикам-дворянам, чи підприємствам та заводам, чи відомствам. Рекрути виходили з кріпацького стану, але потрапляли (разом зі своїм існуючим та майбутнім потомством) майже у такі відносини по відношенню до військового відомства. Армія повністю контролювала нащадків солдатів, від їх поступу у школи (роти, батальйони) до вибору їм необхідної для служби професії та направлення їх у військові підрозділи для подальшої служби. 
Звільнення  вихованців зі стану кантоністів були дуже обмежені. По перше, це були законні діти штаб-офіцерів чи чиновників відповідного рангу, які народилися під час знаходження батьків у нижній чинах. Також звільнення можливо було отримати при отриманні батьком (офіцером чи чиновником) ордену Володимира IV ступеню. По друге, один з синів обер-офіцера (який був народжений під час знаходження батька у нижніх чинах)  міг бути звільнений з кантоністського стану, але тільки якщо у нього не народився син після отримання офіцерського чину. По третє, звільнення міг один з синів нижнього чину, якого було понівечено на війні. І останній, четвертий, спосіб вийти з цього стану надавався одному з синів солдатських удів, чоловіки яких загинули на війні чи на службі.
Звільнення солдатських дітей від вродженої належності до військового відомства відбулося 26 серпня 1856 року коронаційним маніфестом імператора  Олександра II. Починається поступове скасування кантоністських навчальних закладів. У 1858 році усі ці заклади було переформовано на училища військового відомства, які вже носили зовсім інший характер. Ці училища у 1866 році були знову переформовані у військово-початкові школи, а у 1868 році у військові прогімназії.
При гвардійських полках заклади подібні до кантоністських шкіл зберігалися і після 1856 року. Але ці школи відрізнялися тим, що діти не відносилися до військового відомства і знаходилися там повністю за бажанням батьків. Після закінчення таких шкіл вихованці відбували військову службу на загальних умовах. Призначення таких шкіл була у тому, щоб отримувати бажані кадри спеціалістів серед нижніх чинів (писарів, музик та співців).

## Однострій
Кантоністи носили однобортні куртки (взимку шинелі), штани і фуражні шапки. У 1805—1831 роках сірого кольору, а у 1831—1856 роках темно-зеленого. Облямівка обшлагів і погонів кольору однострою, була звичайно червоного кольору. На погонах було вказано номер батальйону чи окремої кантоністської роти
На 1826 рік вихованці Санкт-Петербурзького військово-сиротинського батальйону мали жовті погони (усі п’ять рот). У першій роті (майбутні вчителя та топографи) коміри та обшлаги чорні з червоною облямівкою, клапани чорні, ґудзики малі білі. У другій роті (артилеристи) коміри та обшлаги чорні з червоною облямівкою, клапани червоні, ґудзики малі жовті. У третій роті (інженери) коміри та обшлаги чорні з червоною облямівкою, клапани червоні, ґудзики малі білі. У четвертій (армійське та гарнізонне відомство) та п’ятій (малолітні усіх відомств) ротах коміри та обшлаги жовті, клапани сірі, ґудзики малі білі. Околі капелюхів були за кольором комірів.
У 1835 році, для кантоністів-єфрейторів введені стрічки жовтої тасьми на погонах (за армійським зразком).

## Кантоністи в Україні
Імперська влада використовувала інститут кантоністів також для отримання зросійщених представників інших народів. Це відносилося до фінів, поляків, циган, євреїв і звичайно українців. 
Звичайно кантоністські підрозділи були і на території сучасної України. Зокрема у «Історико-статистичному опису Харківської єпархії» (Филарет (Гумилевский Д.Г.)) є записи, що базаліївський священик Григорій Попов у 1825 році похрестив 23 кантоністів юдеїв та мусульман.
У 1835-39 роках в складі Києво-Печерської фортеці було споруджено Казарми військових кантоністів.